# Resolutie 272 Veiligheidsraad Verenigde Naties
Resolutie 272 van de Veiligheidsraad van de Verenigde Naties werd zonder stemming aangenomen op de 1514de vergadering van de VN-Veiligheidsraad
op 23 oktober 1969.

## Inhoud
De Veiligheidsraad merkte op dat de Algemene Vergadering een amendement op het Statuut van het Internationaal Gerechtshof op de agenda van haar 24ste sessie heeft staan. De Veiligheidsraad herinnerde aan artikel °69 van het Statuut dat de Veiligheidsraad toelaat de Algemene Vergadering aanbevelingen te doen over de voorwaarden waaronder landen die partij van het Hof waren, maar geen VN-lidstaat konden deelnemen aan de Algemene Vergadering als het ging over het Statuut van het Hof.
De Veiligheidsraad beval aan om volgende voorwaarden aan te nemen:
- a. Deze landen mogen op dezelfde wijze deelnemen als de VN-lidstaten.
b. De amendementen worden van kracht als voor alle partijen van het Hof als ze door twee derde van deze partijen zijn goedgekeurd en door twee derde van deze landen zijn geratificeerd.

## Verwante resoluties
- Resolutie 137 Veiligheidsraad Verenigde Naties
- Resolutie 208 Veiligheidsraad Verenigde Naties
- Resolutie 480 Veiligheidsraad Verenigde Naties
- Resolutie 499 Veiligheidsraad Verenigde Naties

Lijst ·  263 ·  264 ·  265 ·  266 ·  267 ·  268 ·  269 ·  270 ·  271 ·  272 ·  273 ·  274 ·  275